# Turkestangebergte
Het Turkestangebergte is een ongeveer 250 km lange bergketen in Centraal-Azië, die in oost-westelijke richting door het noorden van Tadzjikistan en oosten van Oezbekistan loopt. Het hoogste punt is de Pik Skalisty (5621 m). Het Turkestangebergte vormt de zuidelijke begrenzing van de Ferganavallei in Tadzjikistan en de steppes van de Mirzacho'lvlakte in Oezbekistan. In het zuiden wordt het Turkestangebergte door de Zarafsjonvallei gescheiden van de parallelle Zarafsjonketen. In het oosten gaan zowel Turkestangebergte als Zarafsjonketen over in het Alajgebergte, dat de grens tussen Tadzjikistan en Kirgizië vormt. Het Turkestangebergte kromt in het westen licht noordwaarts om dan ten oosten van de oase van Samarkand uit te lopen in de vlaktes van Oezbekistan.
De zuidelijke hellingen van het Turkestangebergte bestaan uit kale rotsen en bergsteppe, de noordelijke hellingen zijn met naaldbossen begroeid.